# Sloughbrook Gill
Der Sloughbrook Gill ist ein Wasserlauf in West Sussex. Er entsteht südwestlich von Rusper und fließt in östlicher Richtung. Er mündet in den River Mole.